# Frederick Fisher
Frederick Fisher, né le 3 août 1894 à St Catharines en Ontario au Canada et mort le 23 avril 1915 à Saint-Julien dans la commune de Langemarck en Belgique, était un soldat canadien. Il est récipiendaire de la croix de Victoria, la plus haute récompense pour bravoure en face de l'ennemi des forces du Commonwealth. En fait, il est le premier natif du Canada en service avec le Corps expéditionnaire canadien à en être décoré.

## Biographie
Frederick Fisher est né le 3 août 1894 à Saint Catharines en Ontario. À partir de 1913, il a étudié à l'université McGill à Montréal au Québec.
Au moment des faits qui lui valurent la croix de Victoria, il était âgé de 20 ans et servait en tant que lance-caporal au sein du 13e Bataillon (Royal Highlanders of Canada) (en) du Corps expéditionnaire canadien (CEC) lors de la Première Guerre mondiale. Au début de la deuxième bataille d'Ypres, le 22 avril 1915 près de Saint-Julien en Belgique, les Allemands ont lancé la première attaque effective au gaz au monde. Prise par surprise, la division française sur le côté gauche de la 1re Division canadienne a subi de nombreuses pertes. Après avoir attendu que le gaz se dissipe, les Allemands ont lancé une attaque dans la brèche ainsi créée tandis que les Canadiens et les Britanniques tentaient de rétablir une nouvelle ligne défensive. Les troupes allemandes avançaient rapidement vers les positions défensives hâtives établies par le 14e Bataillon du CEC près de Saint-Julien. Alors que les défenses improvisées tombaient, l'ennemi se retrouva à seulement 200 verges d'une batterie d'artillerie canadienne. Le lance-caporal Fisher et six autres soldats se rendirent vers l'avant avec une mitrailleuse et, sous un feu nourri, couvrirent la retraite de la batterie, perdant quatre hommes. Cette action a permis au canon 18-pounder d'être tiré hors du danger.
Par la suite, le lance-caporal Fisher a reçu le renfort de quatre autres hommes du 14e Bataillon et se rendit vers l'avant à nouveau vers Saint-Julien afin de faire feu sur l'avance allemande. Durant cet échange de feu, seulement Fisher survécu, les autres étant tués ou blessés.
Durant ce temps, le 13e Bataillon, qui se trouvait à l'extrémité gauche de la division canadienne, était sous un feu nourri provenant des trois côtés et subissait de nombreuses pertes. Le lance-caporal Fisher prit une autre position pour faire feu sur l'avance allemande et fut subséquemment tué le 23 avril tandis qu'il tentait à nouveau d'apporter sa mitrailleuse vers une position sous le feu nourri. Comme de nombreux soldats canadiens qui ont été tués durant les trois premiers jours de la deuxième bataille d'Ypres, le corps de Frederick Fisher ne fut jamais retrouvé.

## Héritage
Le nom de Frederick Fisher se trouve dans le monument de guerre de la Porte de Menin à Ypres en Belgique qui commémore les 56 000 soldats britanniques, australiens, canadiens et indiens qui furent tués près d'Ypres, mais dont le corps n'a jamais été retrouvé.
La croix de Victoria de Frederick Fisher est gardée au musée Black Watch of Canada à Montréal au Québec.

## Annexe